# 不日成婚
《不日成婚》（英語：Ready o/r Knot）是2021年香港愛情喜劇片，由編劇出身的陳茂賢首次執導，陳家樂、衛詩雅、朱柏康、談善言、岑珈其及楊偲泳主演，是英皇電影與天下一電影製作宣佈攜手合作10部港產電影之一，本片由英皇電影負責。2021年3月27日優先場；2021年4月1日公映。
本片列入2021年「台灣金馬奇幻影展」的「喜劇萬花筒」單元項目，更成為本屆入圍作品中，唯一一套港產片。此外，本片更獲選為2021年度「美國芝加哥亞洲躍動影展」的閉幕電影。

## 演員
- 陳家樂 飾 阿佳
- 衛詩雅 飾 曾可怡
- 朱柏康 飾 灰熊
- 談善言 飾 Jenny
- 岑珈其 飾 鄭偉健
- 楊偲泳 飾 余詩詠（Jessica）
- 邵音音 飾 可怡的婆婆
- 郭奕芯 飾 藥房職員
- 梁雍婷 飾 樂華噴火龍
- 強尼 飾 可怡朋友
- 馮勉恒 飾 Jenny父親
- 谷德昭 飾 Jessica父親
- 陳穎珊 飾 Jenny婚禮姊妹團
- 戴妙珊 飾 Jenny婚禮姊妹團
- 鄭伊琪 飾 Jenny婚禮姊妹團
- 胡丹瑛 飾 Jenny母親
- 胡應麟 飾 Jenny婚禮攝影師
- 陳日權 飾 Jenny婚禮攝影師
- 陳庚佑 飾 鄰居美女
- 衛瑆妍 飾 灰熊女兒
- 歐曼釧 飾 灰熊女兒
- 李心如 飾 外傭
- TEMU, Sutini 飾 外傭
- 談翠欣 飾 阿健女伴
- 蘇振維 飾 陳仔
- 潘福行 飾 放狗男友
- 王頌茵 飾 放狗女友
- 陳淑怡 飾 偷拍少女
- 周茵茵 飾 廣告客戶
- 李蔓宜 飾 廣告客戶
- 顏君 飾 模特兒
- 車駿禧 飾 模特兒
- 馮耀民 飾 拍攝團隊
- 李妍穎 飾 拍攝團隊
- 朱健安 飾 電單車買家

## 製作

### 劇本開發、選角及拍攝
《不日成婚》劇本約於2015至2016年期間完成，陳茂賢在完成劇本初版不久考慮過女主角可怡的人選，期間陳觀看了衞詩雅在《暴瘋語》的演出而留下印象，因而聯絡上衞詩雅並將劇本交予其閱讀，衛看畢後隨即喜愛上劇本並答應出演可怡一角。惟起初投資的電影公司因合拍片環境下要求陳茂賢選用中國大陸出身的女演員演出主角，陳認為本片為香港故事，需要香港出身的女演員才能演出應有的味道，從而在最後開拍計劃告吹。
2019年衞詩雅聯絡陳茂賢再次要求閱讀劇本，隨後將劇本引薦至英皇電影，繼而英皇電影拍板，令本片得以正式進入前期製作及拍攝。本片亦進入了英皇電影在2020年與天下一電影製作的合作計劃之一，而得到後者的共同投資。本片於2020年7月正式進行主體拍攝，期間因COVID-19疫情流行而停拍一週。

### 拍攝花絮
在一場傳錯訊息的戲上，朱栢康被惡妻查行蹤時，本想撒嬌笑稱對方是「傻瓜」討拍，結果寫不出瓜字，運用手機智慧選字功能，想打「西瓜」兩字來完成，卻忘了刪掉西字，變成罵人的粵語髒話「傻西」傳給老婆，兩位好兄弟在一旁急到跳腳，頻頻加油，讓他趕忙換字，成了電影超爆笑的一幕，陳家樂更透露這場傳訊息打錯字是他自己的真實案例，所以演出時反應非常真實。

## 電影歌曲
| 歌名                 | 演唱者         | 作詞   | 作曲 | 編曲 | 監製 |
| 飛                   | 陳易行         | 劉敬雯 | 戴偉 | 戴偉 | 戴偉 |
| 你與我               | 劉敬雯         | 劉敬雯 | 戴偉 | 戴偉 | 戴偉 |
| 靠近我               | 劉敬雯         | 劉敬雯 | 戴偉 | 戴偉 | 戴偉 |
| Is it me？(是我嗎？) | 劉敬雯、林俊彥 | 劉敬雯 | 戴偉 | 戴偉 | 戴偉 |
| 再見                 | 李家賢         | 劉敬雯 | 戴偉 | 戴偉 | 戴偉 |

## 外部連結
- 香港影庫上《不日成婚》的資料（繁體中文）
- 豆瓣电影上《不日成婚》的資料 （简体中文）
- 金馬影展 （页面存档备份，存于）《不日成婚 （页面存档备份，存于）》
- 芝加哥亞洲躍動電影展 （页面存档备份，存于）《不日成婚 （页面存档备份，存于）》